# Johann Nepomuk Strixner

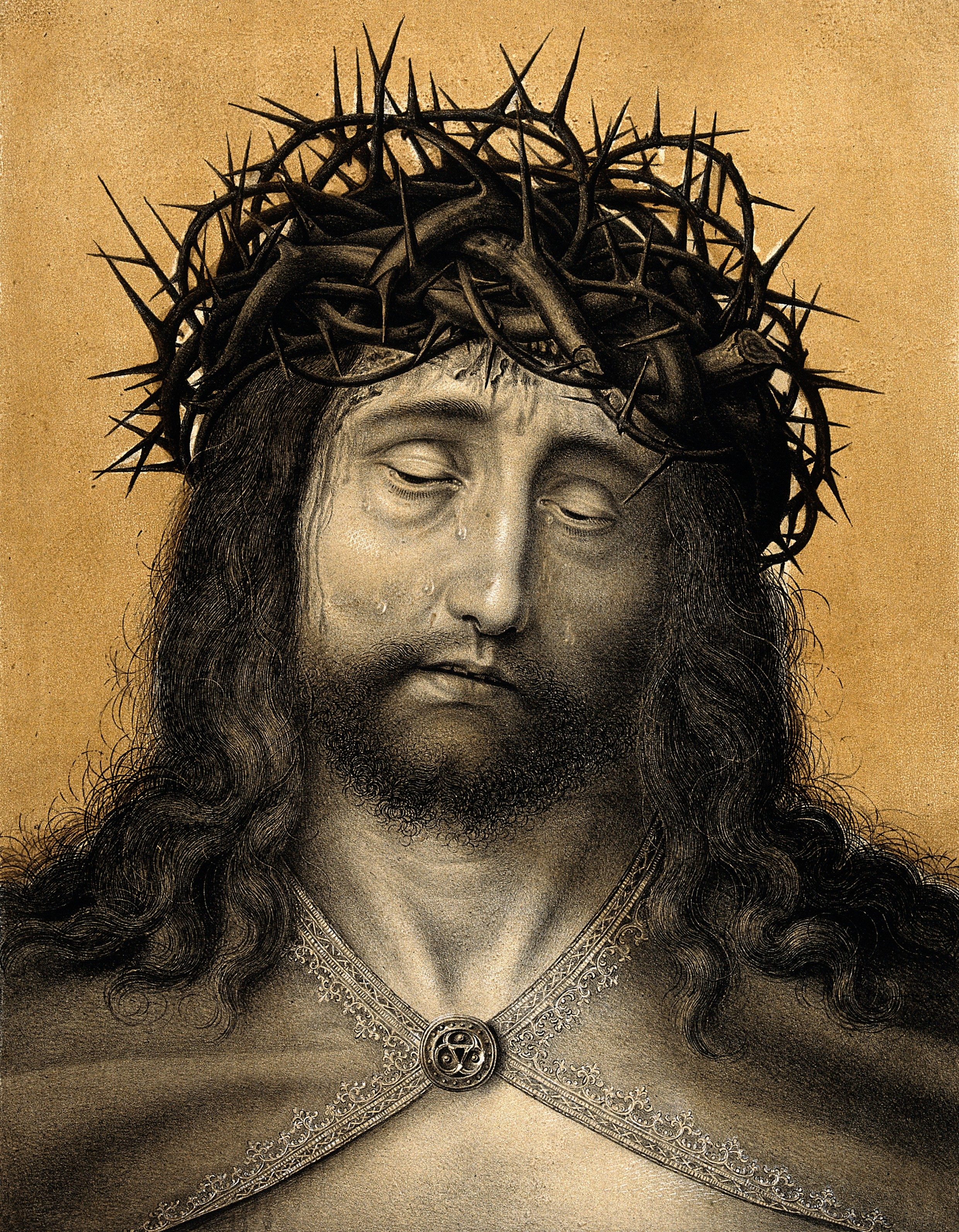
Christ dans la souffrance. Lithographie, d'après Hans Memling.

Johann Nepomuk Strixner (né en 1782 à Altötting et mort en 1855 à Munich) est un dessinateur, lithographe et graveur allemand. 

## Biographie
Strixner est le fils d'un médecin et a grandi à Wasserburg am Inn. Après avoir suivi ses premiers cours de dessin à Wasserburg, il se rend en 1797 à Munich, pour étudier auprès de Hermann Mitterer, et apprend également à partir de 1799 la gravure sur cuivre. En 1804, il grave pour son mentor Johann Christian von Mannlich le Livre de dessin pour les élèves des beaux-arts et pour les amateurs, d'après Raphaël. En janvier 1809, il s'inscrit à l'Académie des beaux-arts de Munich.
Il collabore en 1808 et 1809 à l'édition par Aloys Senefelder des Dessins chrétiens et mythologiques d'Albrecht Dürer, une série de lithographies d'après les dessins du maître. Avec Ferdinand von Piloty, il publie une série de 432 lithographies d'après des dessins de maîtres anciens et se spécialise dans la lithographie de reproduction d'œuvres antiques.
Il est connu surtout pour la suite de gravures reproduisant la collection de peintures des Frères Sulpiz et Melchior Boisserée, ainsi que de celles de son ami Johann Baptist Bertram. Cet ouvrage, comportant 114 lithographies, est réédité à plusieurs reprises entre 1821 à 1840. Pour y travailler, il s'installe plusieurs années à Stuttgart, où la Collection Boisserée est exposée dans les années 1820.
Il meurt en 1855 à Munich.